# Arrondissement électoral de Nivelles

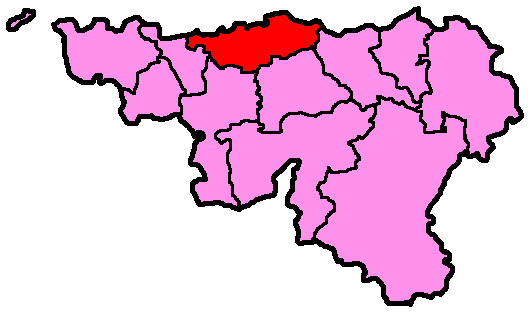
Arrondissement électoral de Nivelles

Nivelles est un arrondissement électoral en Belgique pour élire les membres du Parlement wallon depuis 1995. Il correspond à l’arrondissement administratif de Nivelles.